# Monestrell
El monestrell és una varietat de raïm negre originària dels Països Catalans. Requereix un clima calent. Es troba àmpliament plantada al País Valencià, a les Illes Pitiüses (Eivissa i Formentera) i a la comarca murciana del Carxe. Al vi hi aporta aromes afruitades intenses i un color violaci també intens. Tradicionalment s'ha utilitzat per a l'elaboració de vins rancis i de postres, però avui dia els vins fets amb monestrell presenten una gran varietat d'estils ja que s'utilitza sovint en cupatges amb altres varietats d'evolució més lenta, com l'ull de llebre.

## El cep i el raïm
L'ampelografia descriu aquesta varietat de vitis vinifera com un cep de vigor moderat i sarments de port dreçat. Brota tardanament (cap a primera quinzena d'abril) i també madura molt tardanament (darrera quinzena d'octubre). Està catalogada amb el número 7.915 al Vitis International Variety Catalogue (VIVC), una base de dades de diverses espècies i varietats del gènere vitis.
És una planta ben adaptada a les zones climàtiques III, IV i V de la integral tèrmica de Winkler-Amerine. Resisteix bé la sequera, les gelades primaverals i la cremada del raïm a l'estiu. De fet, necessita temperatures elevades perllongades per assolir una bona maduració. També resisteix bé les malalties com la podridura (botritis) i l'excoriosi, però en canvi és sensible al míldiu i molt sensible a l'oïdi. Moderadament sensible a l'atac dels àcars. En general, és una varietat molt longeva.
S'adapta a tot tipus de terrer, sempre que tingui una profunditat suficient per desenvolupar-hi unes arrels especialment profundes. Ofereix una bona qualitat i un rendiment mitjà en vinyes pobres i pedregoses i calcàries, que es dispara en terrenys més fèrtils perdent qualitat pel que fa al grau alcohòlic (baix), el color (baix) i l'acidesa (alta).
També s'adapta a qualsevol treball cultural a què el sotmeti la viticultura: que pot conduir-lo tant en vas com en emparrat baix (per exemple cordó royat). A l'hivern vol una poda curta amb caps d'1 o 2 borrons.
Els raïms són de mida petita a mitjana, de forma cònica i grans compactats. Aquestes baies són de color negre blavós, esfèriques, de mida petita a mitjana i de pell gruixuda. Altament tànnica, dona un sabor fort i aspre. Però té un gust dolç, gràcies a uns sucres que acabaran en un alt grau alcohòlic.

### Agronomia
Té molta presència al País Valencià amb 9.495 hectàrees repartides principalment entre les comarques d'Alacant i València. En canvi, a Catalunya és una varietat que ha retrocedit molt al llarg del segle xx, ja que el 2017 només hi havia 108 ha. plantades, d'edats diverses. També es troba en franca recessió a la Catalunya Nord. La varietat està autoritzada a les DO Alacant, Alella, Binissalem, DO Catalunya, Conca de Barberà, Costers del Segre, Empordà, Montsant, Penedès, Tarragona, València i DO Cava.
Fora del país la planten molt a Múrcia, a les DO de Jumella i de Iecla. També a Castella la Manxa, especialment a la DO Almansa. Més al nord, a països com França, li costa madurar i pot arribar a collir-se després de la carinyena. Malgrat tot, és el segon país amb una plantació més gran: amb 9.375 ha. el 2011. És la varietat típica de Bandol, i és molt apreciada a Châteauneuf-du-Pape per equilibrar l'excés de sucres i grau de la garnatxa negra. A Califòrnia i a Austràlia la coneixen com a mataro i sovint forma part del cupatge GSM (grenache, shiraz and mataro) o se'n fa un vi monovarietal sota l'etiqueta Mourvèdre: el 2012 a l'estat americà n'hi havia 385 ha., mentre que a Austràlia havia baixat a 729 ha.

## El vi
Els estils del vi fet amb monestrell poden variar molt depenent del terrer i el treball enològic:
Produeix vins negres de color robí intens i violaci, de rivet fosc, quan són joves; però el color ja és granat al cap de l'any, i color teula amb una criança llarga. Les aromes primàries també varien: els joves ofereixen una fruita vermella i negra fresca (gerd, nabiu...) amb un lleu toc vegetal de bosc sec; però els criances s'obren cap a una fruita vermella més madura, àdhuc confitada (mora). El pas per bóta aportarà al vi unes aromes secundàries d'espècies (mentol, toffee, vainilla, pebre...). A la boca són vins carnosos de bona estructura, tanins potents però rodons, acidesa mitjana i graduació alcohòlica elevada (pot arribar fins als 16-17% en veremes tardanes) i de final llarg.
També s'elabora una gran quantitat de vi rosat (sobretot a València) i vi escumós (sobretot a Catalunya). El color de pell de ceba varia segons el temps de maceració amb les pells. Aromàticament ofereixen una intensa fruita vermella fresca (maduixa, gerd, magrana), amb notes vegetals a la boca. Al cava el monestrell hi aporta també estructura o volum.
En vins dolços el color granat i marronós sembla el d'un vi negre, més intens o més gastat segons si és més jove o més vell. En nas l'aroma de fruita de pinyol dessecada, sobretot orellana d'albercoc, és evident (així com la pruna seca, les panses...), confitures i mel. A la boca són untuosos i confitats gràcies al sucre residual, amb aromes retronasals torrades i llargues.
Cal destacar l'antiga tradició, encara viva avui, d'elaborar un llegendari vi de licor sec: el fondellol d'Alacant (ranci sec o ranci lleugerament dolç). La criança oxidativa en bótes li dona un color marró fosc. Aromàticament es noten uns torrats intensos, panses i espècies diverses (molt similars als portos, madeires o marsales). Ofereix sabors potents, càlids i llargs, fent que romanguin els fruits secs, els torrats i els tons balsàmics.

## Història
La història del monestrell es pot rastrejar fins a l'edat mitjana. Apareix referenciat per primer cop a Catalunya el 1381 en el llibre Lo Crestià de Francesc Eiximenis situant el monestrell a la regió de l'Empordà. Al segle següent el llibre Espill o llibre de les dones del metge valencià Jaume Roig l'esmenta el 1460, també com a monestrell. En canvi, el segle xvii fou el prior i agrònom Miquel Agustí qui va esmentar la varietat monestrell, però estranyament en parlava com si fos una varietat blanca. Del mateix període tenim una referència del 1629 que deixa clar que la mataro i la garnatxa eren les millors varietats negres del priorat d'Escaladei. Del segle xviii hi ha diverses referències al famós vi d'Alacant fondellol fet de monestrell: Josep Antoni Valcàrcel el 1791, Antoni Josep Cavanilles el 1797… El 1885 Eduardo José Abela deixava constància que a gairebé tota la costa valenciano-catalana s'anomenava monastrell.
Devia ser una varietat molt apreciada, ja que les sinonímies més destacades encara avui precisament coincideixen amb el nom de ports importants des d'on es comercialitzava tant el vi com els sarments per replantar vinyes: la ciutat valenciana de Morvedre, que correspon a l'actual Sagunt, i Mataró. A Provença va ser introduïda el segle xvi amb sarments provinents segurament del port valencià, ja que mourvèdre és la forma com es coneix aquesta varietat a l'estat francès, i globalment. De totes maneres la primera referència escrita de mourvèdre no apareix fins a inicis del segle xviii. L'historiador i enòleg Jean Alexandre Cavoleau deixava constància el 1827 que la mateixa varietat era anomenada mourvedre a la Provença, mentre que al Rosselló li deien mataró. Aquest canvi de nomenclatura respecte l'edat mitjana s'havia consolidat, perquè l'enciclopèdia Maison rustique du XIXe siècle la ratifica el 1837 a la pàgina 102. També amb aquest nom es va exportar a Califòrnia en algun moment anterior a la dècada del 1870, a on va sobreviure de manera desapercebuda fins a la dècada del 1990, quan va experimentar un auge considerable quan la van associar a la mourvèdre provençal.
El geògraf Juan Piqueras Habas considera evident per l'abundància de documentació que l'origen d'aquesta varietat avui internacional és la costa catalanovalenciana. Des d'aquí s'hauria expandit per Aragó i les espanyes.

## Sinonímies
Segons deia Eiximenis el segle xiv, el nom provindria del llatí vulgar monesteriellu, diminutiu de monasterium, amb el significat de monestir, suggerint que aquesta varietat va ser cultivada i propagada pels monjos. Un fet similar succeeix amb la varietat cartoixà (de cartoixa).

### Sinonímies tradicionals catalanes
- Garrut (València i Tarragona)

- Monastell

- Morestrell

- Mataró (Catalunya, Catalunya Nord)

- Ros (Sagunt)

### Sinonímies internacionals
- Alcayata

- Balzac Noir (Charente i Alta Viena, França)

- Cardenilla (Espanya)

- Catalan (Roine, França)

- Espagnen (Ardecha, França)

- Espar (Erau, França)

- Gayata (Múrcia)

- Mataró (Catalunya, Catalunya Nord, Austràlia, Xipre i els Estats Units d'Amèrica)[8]

- Marrastel (Múrcia)

- Morastel (Cuenca)

- Muristello (Espanya)

- Mourvede (Provença, França)

- Mourvedon (Provença, França)

- Mourvèdre (Provença, França) nomenclatura més coneguda internacionalment.[3]

- Negria (Grècia)

### Confusions
- Morastell / morastel: és com anomenen al Llenguadoc la varietat graciano o tinta miúda. En aquest cas no fa referència al monestrell / mataró / mourvèdre.[9][1]